# アメリカ海軍EC-121機撃墜事件
アメリカ海軍EC-121機撃墜事件（アメリカかいぐんEC-121きげきついじけん、英語: EC-121 shootdown incident）とは、1969年にアメリカ海軍の電子偵察機が北朝鮮に撃墜された事件である。

## 事件の概要

### 飛行の目的
1969年4月15日の火曜日の午前7時、在日米軍厚木海軍飛行場から、海軍所属のEC-121M ウォーニングスター（コールサイン：ディープ・シー129（Deep Sea 129））1機が離陸した。8人の士官と23人の下士官・兵が搭乗、うち1人は海兵隊員であった。乗員のうち9人は、暗号技官（cryptology technician）とロシア語および朝鮮語の通訳官であった。
「ディープ・シー129」に与えられた任務とは、日本海に向かい「ムス・ポイント（Musu point）」と呼ばれるソ朝国境に近い北朝鮮の吉州郡舞水端里沖合でソ連と北朝鮮の間の電波情報の収集活動（諜報活動）を行うことであった。この任務は「ディープ・シー129」が長さ120海里（222 km）の楕円状の周回コースに沿って飛行し、電波を傍受するもので北東方向はソビエト連邦に向けたものであった。またこの任務は、名目上アメリカ太平洋軍第7艦隊の指揮下であったが、実際にはNSAが行っていた。

### 撃墜
この活動は2年間続けられており、北朝鮮の海岸から50海里（90 km）よりも接近することは禁止されており、それまで北朝鮮からの反撃などはなかった。だが12時34分（現地時間）に在韓米軍群山基地のレーダーとアメリカ陸軍機密保全庁（ASA）は朝鮮人民軍空軍のMiG-21戦闘機2機が「ディープ・シー129」の行動を探知し、離陸した事を感知した。
「ディープ・シー129」は13時に予定通りに活動報告を送信したが、異常はなかった。しかしMiG-21が近づいていたため作戦中止を伝達。13時47分、MiG-21を探知した約2分後「ディープ・シー129」はレーダーから消えた。
「ディープ・シー129」は撃墜され北朝鮮の清津から90海里（167 km）沖の日本海（北緯41度28分00秒 東経131度35分00秒 / 北緯41.46667度 東経131.58333度）に墜落、乗員31名全員が死亡した。

### 捜索
14時20分頃、NSAは「ディープ・シー129」が消失した旨を、約1時間後の15時44分には撃墜された旨を大統領リチャード・ニクソンと国家安全保障担当補佐官ヘンリー・キッシンジャーを含む国家上層部に伝えた。また捜索活動のためアメリカ空軍と海軍の航空機が最大26機投入されたほか、駆逐艦「ヘンリー・W・タッカー」とミサイル巡洋艦「デイル」の2隻が4月15日の午後に佐世保基地から出港した。
最初に機体の残骸を発見したのは翌朝9時30分であった。4月17日正午、ヘンリー・W・タッカーが2名の遺体を回収した。この海域にはソ連の艦艇や航空機も出動しており、その後ソビエト海軍のコトリン型駆逐艦「ヴドノヴェヌイ（D-429）」と捕鯨船に遭遇した。残り29人の遺体は発見出来なかった。

### 報復せず
このように、日本海を舞台に数日間は米ソ両海軍による軍事的デモンストレーションが行われた上に、報復のために戦術核兵器による北朝鮮への攻撃準備をニクソン大統領は軍に命じるも、当時ニクソン大統領は酩酊状態のため、キッシンジャー大統領補佐官が「大統領が酔いに醒めるまで待ってほしい」と進言して撤回された。その一方、北朝鮮の軍事力でアメリカの情報収集行動が妨げられないことを示すため、1週間もしないうちに情報収集飛行を再開した。

## その後
- 北朝鮮郵政当局は1971年4月に「反帝・反米闘争」と題するプロパガンダ切手を発行したが、その切手には拘束されるプエブロ号の乗員と共に、「EC121」と書かれた飛行機の残骸が描かれている[3]。
- 北朝鮮に対するアメリカ軍による同様の諜報活動は現在[いつ?]もRC-135を用いて継続されている。これに対し2006年6月に北朝鮮当局は、アメリカによるスパイ活動を非難するとともに「アメリカは1960年代のEC-121の哀れな運命を忘れない方がよい」と当事件を指すと思われるメッセージを送った[4]。